# 内田祥文
内田祥文（うちだ よしふみ、1913年10月 - 1946年3月26日）は、日本の建築家、建築研究者、都市計画家、都市研究者。工学博士。戦時下で木造建築の防災などに、戦後は戦災都市復興に取り組んだが、急逝した。

## 来歴
東京市麻布区（現・東京都港区）にて建築家内田祥三（後に東京帝国大学総長）・みね子の長男として生まれる。
|旧制開成中学から日本大学予科を経て、1938年に日本大学工学部（現・日本大学理工学部・大学院理工学研究科）建築学科を卒業する。同1938年、東京帝国大学大学院に進学し、高山英華らと都市の研究を続ける。大学院在学中、東京帝国大学で助手をしていた経済学者•難波田春夫の思想に強い影響を受け国民住宅や労働者住宅などを計画した。この思想は多数のコンペティション応募案の中で明快に表現されていく。また海外の都市事例としてヘルマン・ゲーリング工業都市やトニー・ガルニエの工業都市を参照し、戦災復興都市計画立案に従事した。
1938年、東京帝国大学大学院修士課程を修了する。在学中は「戦時体制における東京」という都市のあり方に注目し、岸田日出刀や濱田稔の指導の下、「建築計画とくに防火に関する研究」に取り組む。論文「既存木造家屋外周の防火構造及びその施工法考案」で第一種は当選、第二種は佳作。父・内田祥三の研究を引き継ぐ形で防災をテーマとした。この年、内田祥三の指導の下、高山英華・関野克らと満州国大同都市計画(大同都邑計画)立案に参加した。また、建築学会主催建築展覧会競技設計「青年道場設計図案」で佳作となる。
1939年、建築学会主催建築展覧会競技設計「労務者向集団住宅地計画案」で一等に選ばれる。
1940年、建築学会主催建築展覧会競技設計「家族向アパートメント・ハウス計画案」で佳作となる。
1941年、紀伊国屋で東京都市改造計画「新しき都市」展覧会を市川清志らと開催する。建築学会主催建築展覧会競技設計「国民住宅図案」で一等。それまでも数々の建築設計競技で入賞した。この年、住宅営団研究部嘱託となる。
1942年1月、東京帝国大学工学部講師、同年4月、第二工学部講師となる。1943年、東京帝国大学第一工学部大学院を満期退学し、日本大学講師となった。東京帝大講師時には、建築史家の伊藤ていじを指導したこともある。
1944年、日本建築学会賞学術賞を受賞する。この年、内閣の任命により戦時研究員となる。
1945年、木造家屋の防災を研究テーマとした論文「木造家屋外周の防火に関する実験的研究」で学位を取得した（第一工学部教授会の議）。
1946年、日本大学工学部教授に就任する。同年、東京都商工会主催復興計画図案懸賞募集に（弟の内田祥哉、市川清志らと参加し）、「深川中小工業地区」、「新宿歓興地区」の計画案でいずれも一等に当選し、加えて前者は特賞を授与。この年東京帝国大学（第二工学部）助教授となり、東京帝国大学文教地区計画委員会幹事にも就任した。しかし、栄養失調と過労により日本大学の研究室で夜間に発病した翌日、クモ膜下出血で急逝した。

## 著書
- 『建築と火災』 相模書房、1942年
- 『建築と火災・改訂版』 相模書房、1953年